# Johann Gottfried Herder
Johann Gottfried Herder (senare von Herder), född 25 augusti 1744 i Mohrungen, Preussen, död 18 december 1803 i Weimar, tysk filosof, författare, historiker och pedagog.

## Biografi
Herder är känd för eftervärlden främst för sin syn på litteraturen som ett uttryck framvuxet ur folksjälen för att lyfta fram den nationella egenarten. Herders far Gottfried var kantor och skollärare. Både han och hans fru Anna Elisabeth var pietister. Deras vilja var att Johann skulle studera teologi, något han också gjorde. Han kom att studera vid Königsbergs universitet för Immanuel Kant. Han umgicks där även med Johann Georg Hamann. Under studierna var han hjälplärare vid en elementarskola. Väl färdigutbildad präst fick han tjänst i Riga som lärare. Han verkade även som litteraturrecensent för Königsbergs tidning och Allgemeinen Deutschen Bibliothek (ADB). Han kom sedan att resa till Frankrike och 1770 där träffa Johann Wolfgang von Goethe, vilket finns beskrivet i Journal meiner Reise im Jahr 1769. Under den resan träffade han även sin blivande hustru Maria Caroline Flachsland. De gifte sig 1773 och fick sju barn.
År 1771 fick han tjänst som predikant och konsistorialråd i Bückeburg, och där står han idag staty nära stadskyrkan. År 1776 blev han genom Goethes försorg generalsuperintendent i Weimar, där han också står staty. År 1773 kom samlingen Von deutscher Art und Kunst ut, vilken anses vara programmatisk för den tyska litterära stilriktning som går under beteckningen Sturm und Drang. Herder ville att den tyska litteraturen skulle frigöra sig från det starka, normativa inflytandet från Frankrike. Under senare delen av sitt liv drog han sig ifrån rörelsen.
Herder menade att alla kulturer är olika, att det inte finns någon enhetlig mänsklig natur. Han skapade termen ”Einfühlung”, att med hjälp av sina kunskaper och sin fantasi sätta sig in i andra kulturers tänkande och mentalitet, en förutsättning för att kunna studera dem. Han var vän med Goethe som påstod att Herder var en förebild för hans Faust. Kännetecknande för Herder är att han kritiserade dem som förgör andra kulturer, till exempel romarna eller kyrkans mission bland hedningarna. Han var en pluralist som ansåg att olika kulturer kan blomstra jämsides. Idéerna fick ibland våldsamma konsekvenser och Herder har inspirerat till flera nationella uppror. Mer känd är han dock för sina teorier kring folkmusik, och att folkmusiken visar folkens olika karaktärer. Han samlade och gav ut många folkvisor.
Herder menade i likhet med Wilhelm von Humboldt att tänkande i någon mån bestäms av vilket språk tanken tänks på.
Historiesynen utgår från idén att den utgörs av sammanhang, ändamålsinriktning och framåtskridande. Herder hade en dynamisk syn på historien, och såg den som en process. En annan tes var att varje epok i historien har ett egenvärde. Han förutspådde Västeuropas avkristnande och menade att detta skulle få Västeuropa att ruttna samt att den framtida makten i Europa därför skulle ankomma Östeuropa som förblev kristendomen trogen. I fråga om judarna argumenterade han för att de skulle erkännas samma rättigheter som andra tyskar, vilket inte var fallet vid tiden. Därutöver menade han att judarna borde av moraliska skäl hjälpas till att få ett hemland.
Den 1774 publicerade Auch eine Philosophie der Geschichte zur Bildung der Menschheit var ett av de banbrytande verk, där han formulerade en teori om nationer. På frågan om vad en nation var – svarade han:
"Ein großer, ungejäteter Garten voll Kraut und Unkraut. Wer wollte sich dieses Sammelplatzes von Torheiten und Fehlern so wie von Vortrefflichkeiten und Tugenden ohne Unterscheidung annehmen und...gegen andre Nationen den Speer brechen?... Offenbar ist die Anlage der Natur, daß wie Ein Mensch, so auch Ein Geschlecht, also auch Ein Volk von und mit dem anderen lerne...bis alle endlich die schwere Lektion gefaßt haben: kein Volk ist ein von Gott einzig auserwähltes Volk der Erde; die Wahrheit müsse von allen gesucht, der Garten des gemeinen Besten von allen gebauet werden."
– Vilket får betraktas som en formulering med betydande tolerans, där nationer och folk kan lära av varandra.

## Utmärkelser
Asteroiden 8158 Herder är uppkallad efter honom.